# Подгоренское сельское поселение (Калачеевский район)
Подгоренское сельское поселение — муниципальное образование в Калачеевском районе Воронежской области.
Административный центр — село Подгорное.

## Административное деление
Состав поселения:
- село Подгорное,
- хутор Долбнёвка,
- село Ильинка,
- село Серяково.